# Rod (mitologie)
Rod este, în mitologia slavă, zeul fecundității, fiind de obicei însoțit de mai multe zeițe ale nașterii. Considerat protector al neamului și al descendenților din același strămoș.